# مبارزه شیرین
مبارزه شیرین یا نبرد شیرین (چینی: 甜蜜暴击؛ انگلیسی: Sweet Combat) مجموعه تلویزیونی چینی در سال ۲۰۱۸ با بازی لو هان و گوان شیائوتنگ است. این سریال بر اساس مانهوای کره‌ای دختران وحشی ساخته شده است. پخش این سریال از ۲۳ ژوئیۀ ۲۰۱۸ از شبکه هونان تی‌وی آغاز شد.

## خلاصه داستان
مینگ تیان جوانی‌ست که با برادر و خواهر کوچکترش زندگی می‌کند، زیرا مادرش آن‌ها را ترک کرده و پدرش فوت شده است. او که مجبور است چندین شغل پاره‌وقت داشته باشد، تصمیم می‌گیرد در دانشگاه ژنگ زه، -یک دبیرستان ورزشی که به‌دلیل اعطای کمک هزینۀ تحصیلی فراوان شناخته می‌شود- ثبت‌نام کند، با وجود اینکه هیچ پایه و اساسی در ورزش ندارد. در آنجا، او با فانگ یو، وارث یک شرکت بزرگ، آشنا می‌شود که قرار است جانشین بعدی شود. با این حال، فانگ یو هیچ علاقه‌ای به تجارت خانواده‌اش ندارد و در عوض به ورزش علاقه دارد. او با نادیده گرفتن اعتراضات پدربزرگش، در دانشگاه ژنگ زه ثبت‌نام می‌کند و قهرمان هنرهای رزمی ترکیبی دبیرستان می‌شود. فانگ یو وظیفۀ آموزش مینگ تیان را به‌عهده می‌گیرد و در زمان یادگیری، این دو عاشق یکدیگر می‌شوند. با کمک فانگ یو و دوستانشان، مینگ تیان در نهایت به یک ورزشکار ماهر تبدیل می‌شود.

## بازیگران
- لو هان در نقش مینگ تیان
- گوان شیائوتنگ در نقش فانگ یو
- پی زیتیان در نقش سون هائو
- یوئی شائو در نقش سونگ شیائومی
- ژائو یو در نقش لو گوان‌یان
- لی منگ‌منگ در نقش چنگ یانان
- بو کانگ در نقش ما یی‌چان
- هی می‌شوان در نقش هی شیائوفنگ
- وانگ جیا در نقش وانگ شیوی

## ساخت و تولید
این مجموعه بر اساس، چن ژونگ، تکواندوکار سابق چینی ساخته شده است.
این سریال از ژوئن تا سپتامبر ۲۰۱۷ در شنچوان و ماکائو فیلمبرداری شد.